# Антоновка (Чугуевский район)
В Приморье в Кировском районе тоже есть село Антоновка.
Анто́новка — село в Чугуевском районе Приморского края.

## География

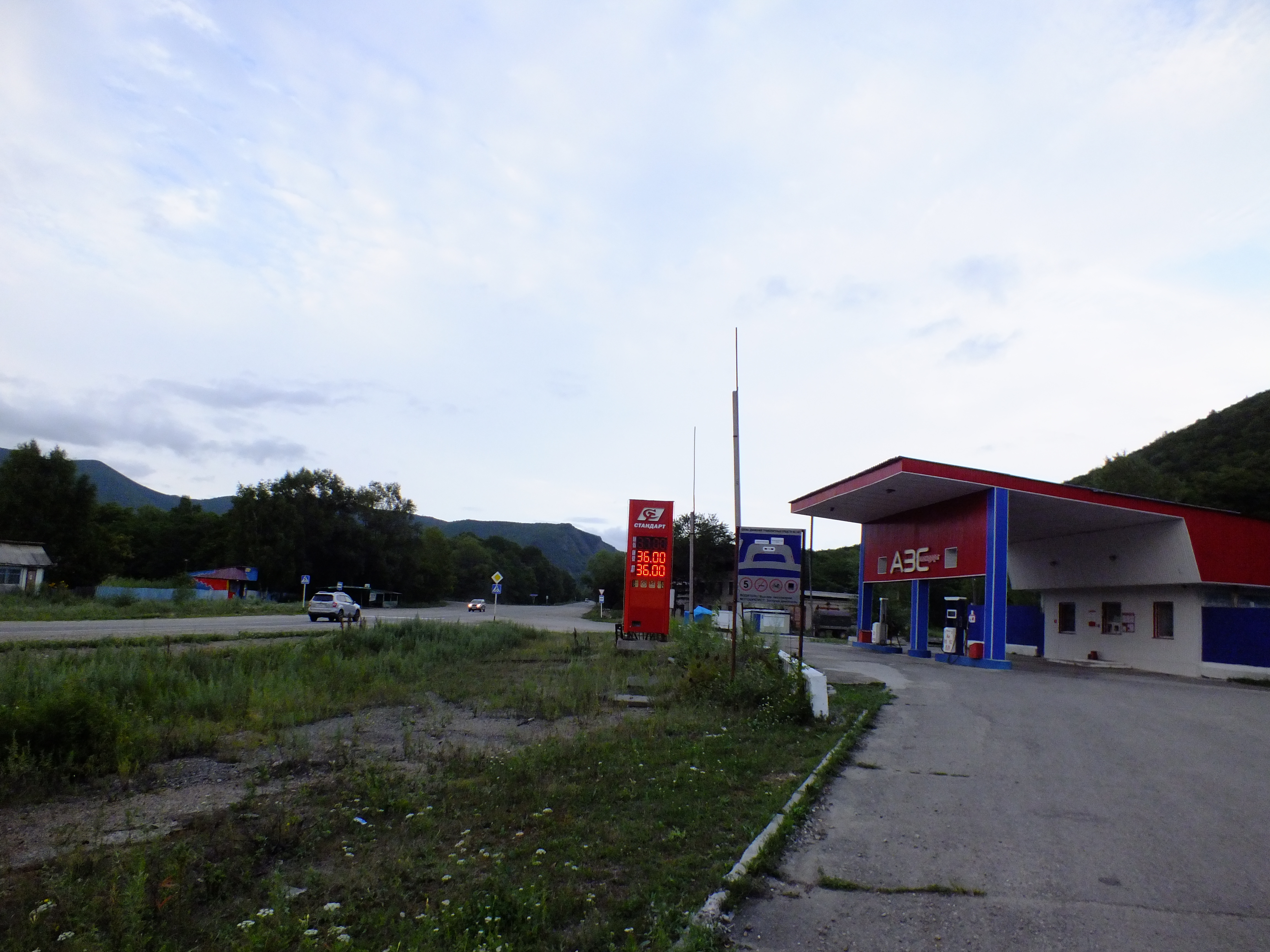
Село Антоновка, дорога на Кавалерово.

Расположено на левом берегу реки Павловка ниже впадения в неё реки Антоновка.
Село стоит на трассе Осиновка — Рудная Пристань, в 85 км к востоку от районного центра Чугуевка. До Кавалерово (на восток) 56 км.
От автотрассы между сёлами Антоновка и Шумный на юг отходит дорога на Ленино, далее через перевал на Фурманово.

## Население
| 1915 | 2002 | 2006 | 2010 |
| ---- | ---- | ---- | ---- |
| 191  | ↗328 | ↘319 | ↘267 |

## Улицы
| - ул. Заречная, - ул. Молодёжная, | - ул. Сахалинская, - ул. Центральная. |